# Safarowo (rejon cziszmiński)
Safarowo (ros. Сафарово) – wieś (sieło) w Rosji, w Baszkortostanie, w rejonie cziszmińskim. W 2021 liczyła 787 mieszkańców, głównie Tatarów.